# Alfarería de Alcorcón

De oro, una colina de sinople surmontada de tres ollas de gules, en el escudo de Alcorcón.

La alfarería de Alcorcón fue uno de los focos de producción de cacharrería de fuego (pucheros y cazuelas) y otros recipiente tradicionales que durante cinco siglos cubrieron las necesidades de los vecinos de la capital de España,  como queda referido ya en las Relaciones de Felipe II: 

...y lo que se suele y se labra en el dicho lugar mejor que en otra parte es cántaros, ollas, jarros y puchericos y esto se labra tan bien y es el barro tan a propósito para el menester que son que se llevan a muchas partes lejos y se tienen en mucho en todo el Reino.

## Historia
Entre los siglos XVI y XIX la producción alfarera de Alcorcón, con una importante participación de la mujer, tuvo una cierta importancia en la región. En las mencionadas Relaciones histórico-geográficas se anota que ´"en el último tercio del siglo XVI eran las mujeres exclusivamente las que trabajaban el barro en Alcorcón". Se menciona también a Francisca de Pontes, viuda de Juan Manuel Godino, y a Catalina Godino como unas de las mayores productoras de cacharrería mediado el siglo XVII.
Se han publicado referencias con descripciones históricas de la fabricación de los denominados pucheros de Alcorcón y de la ubicación de sus hornos. Se especula que en el siglo XVIII era la industria principal y casi exclusiva de sus habitantes, aunque el abate Ponz da datos menos abultados cuando escribe que «Tiene Alcorcón más de cien vecinos; al parecer, entre ellos habrá como dos docenas que se ejercitan en hacer vidriado común a saber, ollas, cazuelas, tenajas, etc., con que abastecer gran parte a Madrid.» Precisamente fue el ejercicio de ese comercio en la capital del reino una de las fuentes de mayor fricción entre los vendedores que llegaban de Alcorcón (muchas veces los propios artesanos) con el Gremio de Loza, Cristal y Vidrio de la real Villa.
El Catastro del marqués de la Ensenada sitúa en Alcorcón una modesta producción de tinajas en el último cuarto del siglo XVIII.
También se menciona este foco alfarero en el Diccionario geográfico y estadístico de España y Portugal (1826) de Sebastián Miñano, donde el autor advierte de la toxicidad de la cacharrería de Alcorcón a causa de la mala calidad de su vidriado. Poco después, Pascual Madoz en su Diccionario geográfico-estadístico-histórico de España y sus posesiones de Ultramar, elaborado entre 1834 y 1850, escribe que «Alcorcón posee ocho fábricas de alfarería ordinaria, que surten a la Corte, y otros muchos pueblos cercanos y distantes». La doctora Seseña completa su investigación anotando que en 1920 funcionaban trece hornos, de los que en 1966 tan solo quedaban dos activos, y en 1991 únicamente el de Pascual Pérez Martín.
En 2016, el Ayuntamiento de la localidad montó una exposición sobre "Alcorcón y las alfarerías femeninas", con la participación de especialistas como Ilse Schütz, Jesús María Lizcano y bajo la dirección del historiador y ceramógrafo Ignacio Martín-Salas y con estu.

## Características

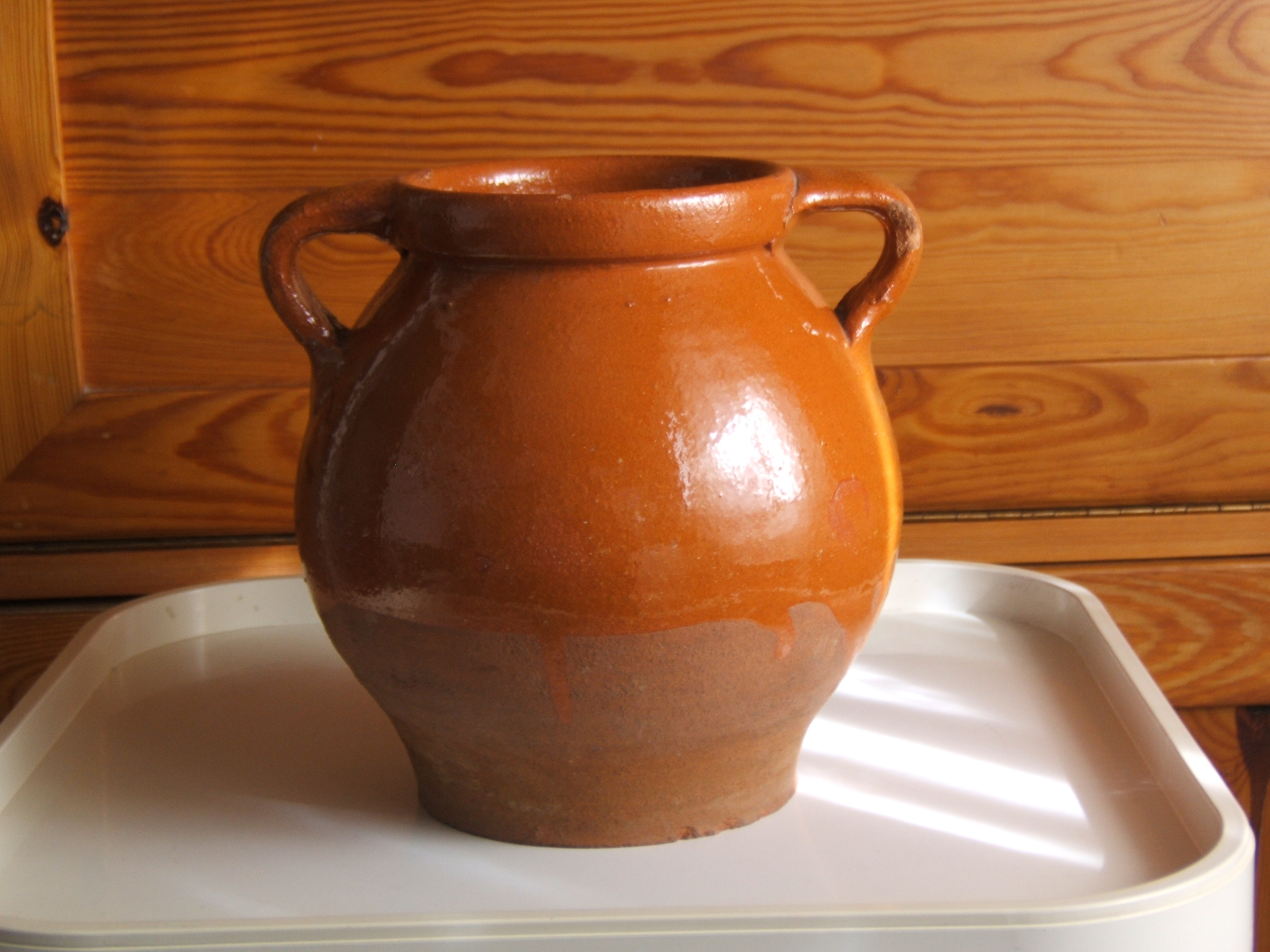
Olla de dos asas con babero vidriado (20x20 cm).

Como siempre el proceso alfarero comenzaba con la extracción de la arcilla, su limpieza y posterior oreo, tras lo cual "se colocaba en fosas o pilones de agua y la pasta obtenida se batía y se hacía pasar por un tamiz para eliminar la arena y otros materiales" (operaciones conocidas como "batido y colado para unir lo fuerte y lo flojo"). Seguía el amasado, primero con los pies (como en la vendimia) y luego a mano sobre el "sobadero" –un tablero– hasta dejarla disponible para el modelado con torno. Una vez modeladas y torneadas, las vasijas se secaban al sol o en cobertizos. El último paso, antes de cocer los cacharros en los hornos de leña, era el barnizado interior y a veces también exterior formando los típicos baberos vítreos. Se utilizaban minio, dióxido de manganeso y sulfuro de plomo procedente de Linares, disueltos en agua. El primer horneado –cocer bizcocho– dura tres horas a 200 grados de temperatura.
Una terminología castiza rodeaba la fabricación y tipología de los cacharros alcorconeros. En el caso concreto de los famosos "pucheros coloraos", su venta por lotes diferenciaba las siguientes partidas: "del cero o gatera, del dos, del tres, del cuatro, del cinco, del seis, del diez, del doce, del quince, del dieciocho", cuya capacidad oscilaba entre un cuarto de litro y los nueve litros. En cuanto a las ollas, grandes por ser su destino las cuadrillas de segadores (compuestas por diez, doce y hasta veinte trabajadores), se diferenciaban "ollas del veinticuatro, también llamada olla cuaresmera, y "ollas del treinta y seis y del cuarenta y ocho". Otras piezas típicas eran la besuguera, hecha de encargo para reputados restaurantes de la capital como Casa Botín o El Segoviano, tinajas para vino (como la barrigona y el cono) de 60 y 70 litros por 70 cm de altura, o el fregadero, gran barreño de ancha base y 75 a 90 cm de diámetro.
En el siglo XX la arcilla empezó a traerse de Barcelona, ya preparada. 

## En la literatura
La historiadora Natacha Seseña, en su manual clásico dedicado a la Cacharrería popular, recopila algunas citas literarias sobre el puchero rojo o colorao de Alcorcón. Tan humilde cacharro doméstico fue glosado, cantado o descrito desde el siglo XVII por Diego de Torres Villarroel, Agustín Moreto, Francisco de Avellaneda, entre otros muchos autores. Así, por ejemplo, Torres Villarroel, en la relación de objetos necesarios en el ajuar de su nueva que hace en su obra Vida, recuerda «añadir a estos ajuares un puchero de Alcorcón». 
Por su parte, Avellaneda les dedicó estos versos 

Pájaros con alas 
 de ladrillo soy; 
 de ollas y pucheros 
 fénix de Alcorcón.

También, en un romance satírico, Agustín Moreto juega con la expresión "hacer pucheros" (referida a los niños cuando van a empezar a llorar), con estos versos 

Alcorcón es la Corte 
 del niño bello 
 pues lo que en él más priva 
 son los pucheros.

Otro ejemplo de ese doble sentido –citado asimismo por Seseña–, es un villancico anónimo del siglo XVI en el que se escuchan estos estribillos 

Al alfar acudid, zagalejas 
 a la rueda venid, zagalejos, 
 pues ¿cómo sin mi licencia 
 que soy regidor perpetuo  pucheros hace ese Niño? 
 Denúnciole desde luego 
 ¿no mira que soy 
 alcalde, alcaldísimo de Alcorcón?.

Con el paso de los siglos, la fama de los pucheros coloraos se hizo extensiva en los mercados populares a los botijos. Así lo comenta el escritor Eugenio Noel en la primera mitad del siglo XX, en su relato Un toro de cabeza en Alcorcón: «Alcorcón no existiría, ni sus célebres botijos tampoco, si el río, al convertirse en arroyo, no hubiera previsto la necesidad de refrescar el agua».